# La danza delle ore
La danza delle ore è un dipinto di Gaetano Previati realizzato negli anni '90 del XIX secolo e conservato presso le Gallerie d'Italia - Milano a Milano, come parte delle collezioni d'arte della Fondazione Cariplo.

## Storia
Il dipinto fu realizzato in occasione della terza Biennale di Venezia del 1899, da cui la probabile datazione, anche se il critico d'arte Nino Barbantini nel 1919 ipotizzò una possibile retrodatazione al 1894.
Non riscosse un particolare successo nella critica dell'epoca: Vittorio Pica lo definì "troppo semplice e troppo poco nuovo come invenzione", Ugo Fleres lo bollò come una "sorta di rebus con segni geometrici" mentre Pasquale De Luca lo descrisse come "nebuloso e inespressivo". Un tiepido apprezzamento provenne da Domenico Tumiati che nel 1901 ne scrisse: "In mezzo a un cielo di luce, in cui le ombre sono di aurea viola, ruota il globo della terra in vista del sole. Tra le stelle e il pianeta, cingendo quest'ultimo, gira un cerchio - il cerchio della luce - origine prima della vita; quel primo cerchio che considerò Salomone insieme a quelli delle acque e dei venti. Acqua, aria, tutta la vita è frutto di luce, e il tempo è misurato dalla luce; perciò a reggere questo cerchio, quasi ali della linea, soccorrono le Ore, dodici figure indescrivibili, animate dall'ebbra vita dell'etere - dodici anime o dodici sogni - spinte come un inno di dodici strofe verso il sole. Qui si vede con quanta affinità il Previati potrebbe illustrare il Paradiso di Dante. Il colore giunge a spogliare la materia, e a restare pura vibrazione. Il segreto che rivela la commozione dell'artista, sta nel metodo impiegato, tenendo divisi i pochi colori componenti, e distendendoli sempre in tratteggi sottili, di forma circolare. Dalla fotosfera al cerchio; dal cerchio al globo terrestre; dall'atmosfera raggiante alle volute dei veli e delle chiome delle danzatrici, tutto disegna il circolo della luce vitale."
Dopo l'esposizione il dipinto fu proposto in diverse mostre e altre occasioni dal mercante d'arte Alberto Grubicy per poi entrare a far parte, nel 1919, della collezione di Carlo Sacchi, che acquistò la tela alla somma di 100 000 lire. Nel 1927, insieme ad altri dipinti della collezione Sacchi, fu messo all'asta e acquistato al prezzo di 170 000 lire dalla Cassa di Risparmio delle Provincie Lombarde, compenso devoluto in gran parte in beneficenza agli istituti per la cura della tubercolosi Villa dei Pini di Urago d'Oglio e Opera Leone XIII di Chiavari.

## Descrizione
Nel dipinto sono raffigurate dodici figure femminili, identificate con le ore della mitologia greco-romana, le quali rappresentavano lo scorrere delle stagioni, che danzando fra il Sole e la Terra, in uno spazio inondato di luce, sorreggono o inscrivono un cerchio, chiara allusione al continuo e infinito movimento delle fanciulle. Tale danza rappresenta un'allegoria del tempo come legge universale, tipico della pittura divisionista, e richiama la concezione dell'universo come "pura luce e pura musica", presente nella poesia di Charles Baudelaire o Stéphane Mallarmé.